# Whalleya
Whalleya — рід грибів родини Lopadostomataceae. Назва вперше опублікована 1997 року.

## Класифікація
До роду Whalleya відносять 2 види:
- Whalleya maculata
- Whalleya microplaca